# Nham Sơn
Nham Sơn is een xã in huyện Yên Dũng, een district in de Vietnamese provincie Bắc Giang.
Nham Sơn ligt op de noordelijke oever van de Cầu.